# Monanchora arbuscula
Monanchora arbuscula är en svampdjursart som först beskrevs av Duchassaing och Giovanni Michelotti 1864.  Monanchora arbuscula ingår i släktet Monanchora, och familjen Crambeidae.
Artens utbredningsområde är Karibiska havet. Inga underarter finns listade.